# Sophora benthamii
Sophora benthamii är en ärtväxtart som beskrevs av Cornelis Gijsbert Gerrit Jan van Steenis. Sophora benthamii ingår i släktet soforor, och familjen ärtväxter. Inga underarter finns listade i Catalogue of Life.